# ويليام د. هارينجتون
ويليام د. هارينجتون هو سياسي كندي، ولد في 22 يونيو 1832، وتوفي في 15 أبريل 1904. انتخب عضو مجلس نواب نوفا سكوتيا.